# 野江駅
野江駅（のええき）は、大阪府大阪市城東区成育三丁目にある、京阪電気鉄道京阪本線の駅。駅番号はKH05。

## 歴史
- 1910年（明治43年）4月15日：京阪本線の開通とともに開業[3]。城東区野江四丁目の大阪市立榎並小学校北側にあった。現在のOsaka Metro谷町線野江内代駅至近にあたる。
- 1931年（昭和6年）10月14日：専用軌道化に伴い、現在の位置に移設。
- 1933年（昭和8年）12月29日：複々線化。
- 1943年（昭和18年）10月1日：会社合併により京阪神急行電鉄（現・阪急電鉄）の駅となる。
- 1945年（昭和20年）9月15日：輸送力復旧のため閑散時、駅の使用中止[3]。
- 1946年（昭和21年）1月21日：駅の使用制限を撤廃[3]。
- 1949年（昭和24年）12月1日：会社分離により京阪電気鉄道の駅となる。
- 1984年（昭和59年）8月20日：駐輪場営業開始[4]。
- 1993年（平成5年）1月27日：8連化に対応するためのホーム延伸工事が完成[5]。
- 1999年（平成11年）12月24日：エレベーター2基の設置[3]。
- 2000年（平成12年）1月24日：新駅舎使用開始・多目的トイレ使用開始[6]。
- 2003年（平成15年）9月6日：1時間あたりの停車本数が8往復（平均7分半間隔）から6往復（10分間隔）に減少、これは他の普通しか停車しない駅も同じ。
- 2004年（平成16年）8月1日：PiTaPa使用開始。
- 2014年（平成26年）3月24日：プラットホームに異常通報装置を設置[7]。
- 2019年（平成31年・令和元年）
  - 3月16日：JR西日本おおさか東線のJR野江駅が開業し、乗換駅[注 2]となる。
  - 12月27日：トイレのリニューアル工事竣工、使用開始。男女共全個室を洋式トイレに[8]。

## 駅構造

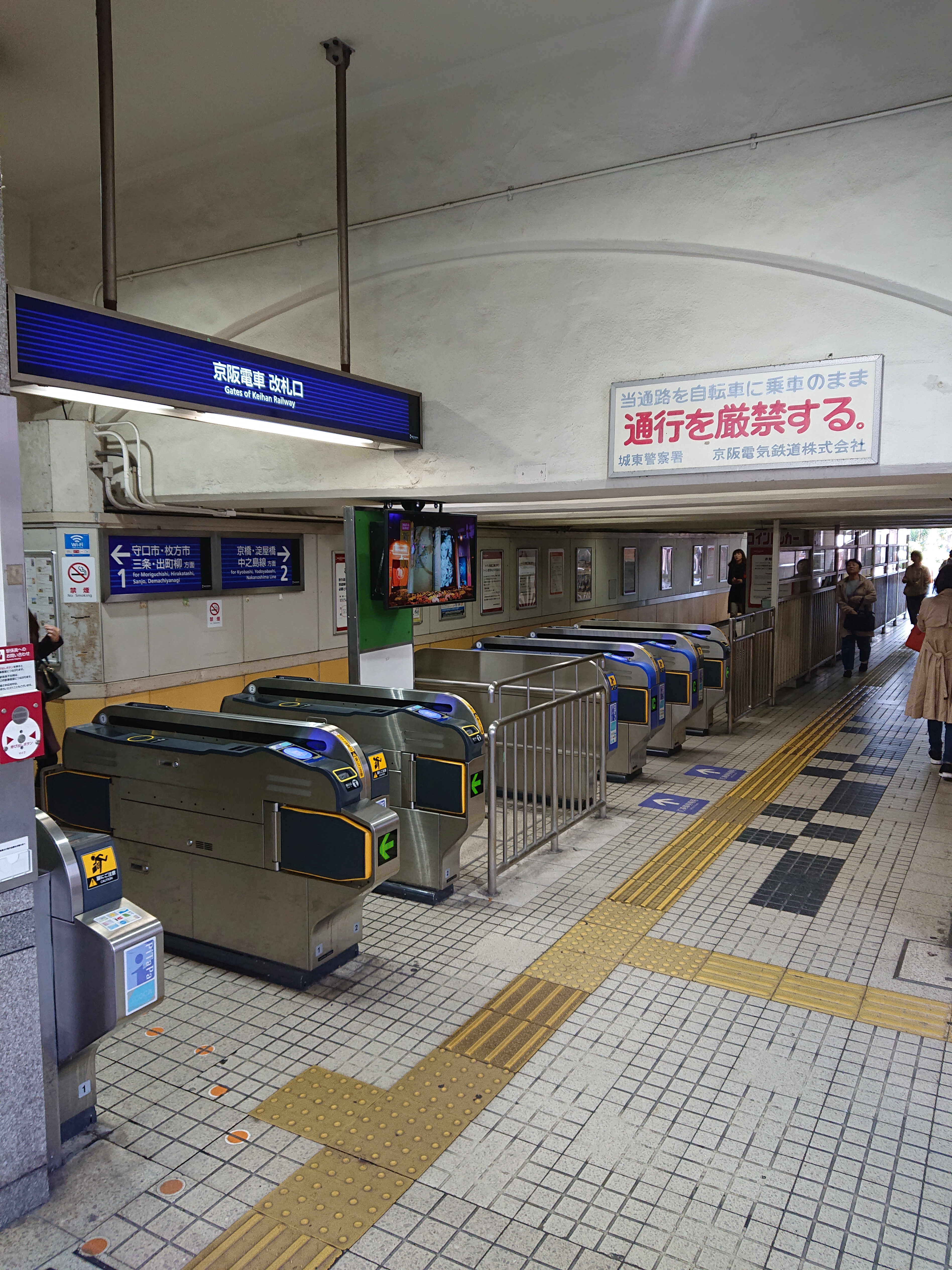
改札口（2019年11月）

通過線2本を挟んだ相対式2面2線のホームを持つ高架駅。無人駅である。外側2線（B線）のみにホームがあり、間の通過線（A線）にホームはない。改札口は1階の1か所のみ、ホームは2階にある。また、改札内にトイレがある。バリアフリー対策として、身体障害者対応エレベーター2基と多目的トイレ1か所設置、自動改札機も車イス用幅広タイプが1基ある。

### のりば

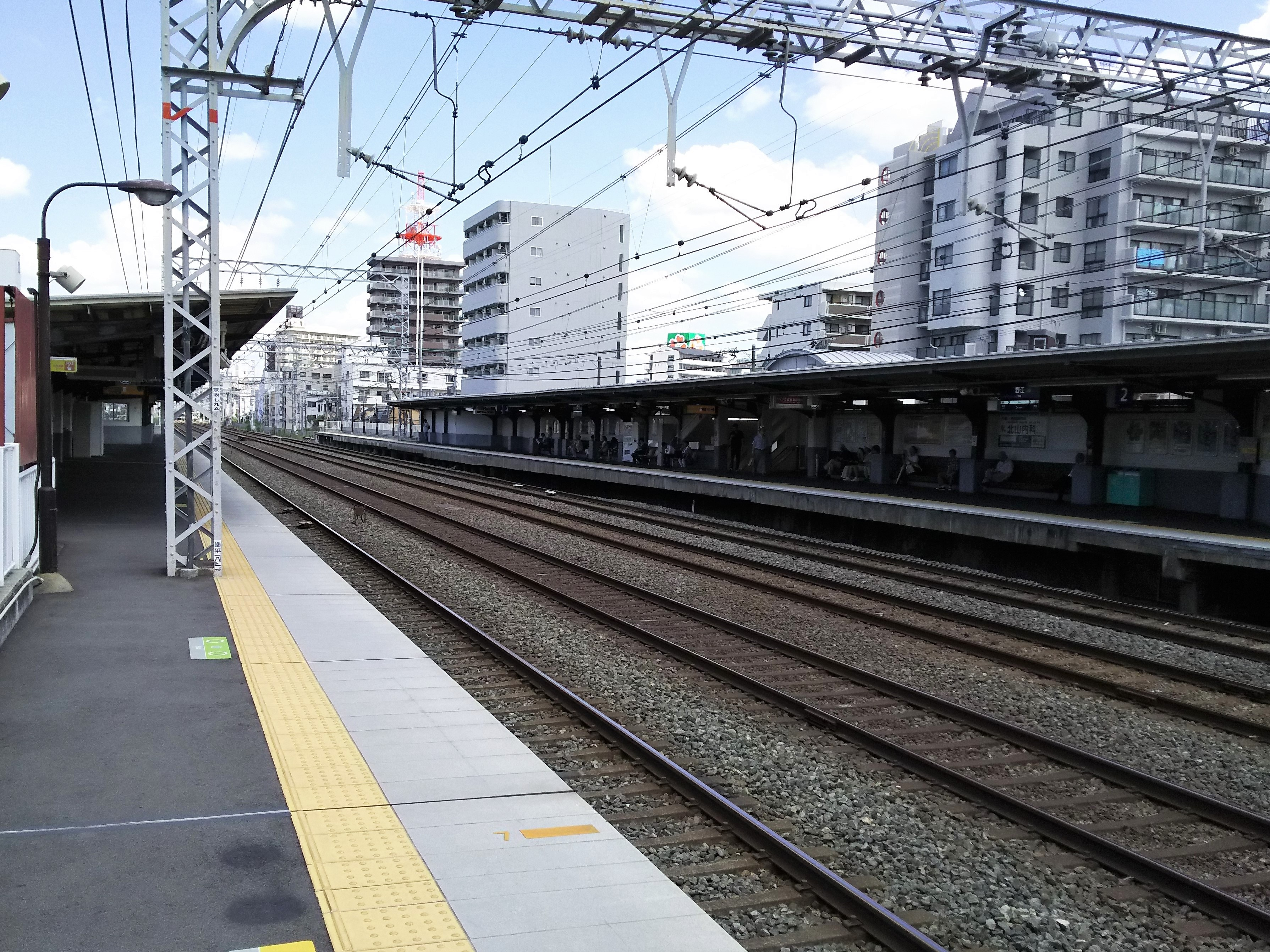
ホーム（2016年8月）

| 番線 | 路線      | 方向 | 行先                       |
| ---- | --------- | ---- | -------------------------- |
| 1    | ■京阪本線 | 上り | 守口市 ・三条・出町柳方面  |
| 2    | ■京阪本線 | 下り | 京橋・淀屋橋・中之島線方面 |

- 両ホームとも有効長は8両。

## 利用状況
2023年（令和5年）度の1日当たりの利用者数は10,496人。
各年度の1日乗車・乗降人員数は下表のとおり。
利用客数は2017年ごろから増加に転じた。
| 年度   | 特定日   | 特定日   | 1日平均 乗車人員 | 出典   |
| 年度   | 乗降人員 | 乗車人員 | 1日平均 乗車人員 | 出典   |
| ------ | -------- | -------- | ---------------- | ------ |
| 1995年 | 15,540   | 7,956    | 8,407            | [ 11 ] |
| 1996年 | -        | -        | 8,490            |        |
| 1997年 | -        | -        | 7,931            |        |
| 1998年 | 13,244   | 6,745    | 7,627            | [ 12 ] |
| 1999年 | -        | -        | 7,115            |        |
| 2000年 | 12,548   | 6,347    | 6,945            | [ 13 ] |
| 2001年 | -        | -        | 6,639            |        |
| 2002年 | 12,242   | 6,189    | 6,465            | [ 14 ] |
| 2003年 | 11,607   | 5,852    | 6,472            | [ 15 ] |
| 2004年 | 11,981   | 6,048    | 6,326            | [ 16 ] |
| 2005年 | 11,730   | 5,920    | 6,311            | [ 17 ] |
| 2006年 | 11,835   | 5,983    | 5,963            | [ 18 ] |
| 2007年 | 11,754   | 5,912    | 6,188            | [ 19 ] |
| 2008年 | 12,238   | 6,163    | 6,072            | [ 20 ] |
| 2009年 | 15,404   | 7,655    | 5,927            | [ 21 ] |
| 2010年 | 11,499   | 5,875    | 6,123            | [ 22 ] |
| 2011年 | 11,424   | 5,791    | 5,978            | [ 23 ] |
| 2012年 | 11,609   | 5,882    | 5,976            | [ 24 ] |
| 2013年 | 11,686   | 5,932    | 6,200            | [ 25 ] |
| 2014年 | 11,859   | 6,022    | 6,309            | [ 26 ] |
| 2015年 | 12,041   | 6,107    | 6,384            | [ 27 ] |
| 2016年 | 12,628   | 6,366    | 6,509            | [ 28 ] |
| 2017年 | 12,684   | 6,492    | 7,024            | [ 29 ] |
| 2018年 | 12,445   | 6,361    | 6,926            | [ 30 ] |
| 2019年 | 13,594   | 6,960    | 6,830            | [ 31 ] |
| 2020年 | 11,881   | 6,010    | 5,211            | [ 32 ] |
| 2021年 | 11,780   | 6,058    | 5,966            | [ 33 ] |
| 2022年 | 11,975   | 6,140    | 6,802            | [ 34 ] |
| 2023年 | 12,306   | 6,304    | 6,896            | [ 35 ] |

## 駅周辺
- JR西日本おおさか東線JR野江駅 - 約200 m西方[36]。路線図や車内放送では乗換駅としての案内はされていないが、駅構内には乗り換えを示す看板が設置されている。
- Osaka Metro谷町線野江内代駅 - 当駅から徒歩10分程度。乗換駅としての案内はされていない。
- 大阪市立城東図書館
- 城東野江郵便局
- 大阪市立蒲生中学校
- 大阪市立成育小学校
- 野江水神社
- 蒲生公園
- 野江幼稚園
- かんこう 本社
- 京阪電気鉄道 蒲生変電所
- コーナン関目店
- 阪急オアシス野江店

### バス路線
最寄停留所は成育三丁目および成育二丁目となる。以下の路線が乗り入れ、大阪シティバスにより運行されている。
- 45号系統：花博記念公園北口・諸口行 / 総合医療センター前行

## その他
- かつて、箕面有馬電気軌道（阪急電鉄の前身）は梅田から当駅までの免許(野江線)を取得していたが（この件に絡んで小林一三が逮捕されている）、北浜銀行の破綻や灘循環電気軌道の買収問題などで着工する余裕がなく、京阪電気鉄道に免許の譲渡を持ちかけていた。しかし京阪はこの免許の買取を拒否したため、失効直前に大阪市が引き受けることとなった。
- 2013年3月16日に実施されたダイヤ変更で、日中時間帯の普通列車のほぼ全てが中之島駅発着に集約されたため、当該時間帯において北浜・淀屋橋と当駅を行き来する場合は一度乗り換えとなる（当駅から土居駅までの普通列車しか停車しない6駅共通）[37]。

## 隣の駅
京阪電気鉄道
京阪本線
■快速特急「洛楽」・□ライナー・■特急・■通勤快急・■快速急行・■急行・■通勤準急・■準急・■区間急行
通過
■普通
京橋駅 (KH04) - 野江駅 (KH05) - 関目駅 (KH06)
- 括弧内は駅番号を示す。